# Tony Hawk’s Underground 2
Tony Hawk’s Underground 2, или THUG2, шестая игра в серии Tony Hawk’s, продолжение Tony Hawk’s Underground. Была выпущена в 2004 году для PlayStation 2, Xbox, GameCube, Windows и Game Boy Advance. Эта игра частично основана на втором сезоне телесериала Viva la Bam, хотя присутствует много отсылок на телесериал «Чудаки».
Обратно совместима с Xbox 360. 15 марта 2005 года вышла версия для PlayStation Portable под названием Tony Hawk’s Underground 2: Remix, с дополнительными уровнями.

## Игровой процесс
Геймплей основан на уличном скейтбординге и, в меньшей степени, — на исследовании трёхмерных уровней. Локации представляют собой искусственно ограниченные территории или помещения, наполненные пригодными для трюков объектами. В игре реализован пеший режим (уже представленный ранее в первой части Underground), открывший определённые возможности для стрит-арта, паркура, руфинга. Однако весь спектр действий без скейтборда максимально формализован: к примеру, процесс создания граффити сводится к нажатию одной кнопки. Игра является аркадной. В игре присутствуют два режима, по-разному регламентирующие выполнение игровых заданий: режим истории (англ. Story mode) и классический режим (англ. Classic mode).
В режиме истории время прохождения не ограничивается, миссии интегрированы в сюжет. Многие игровые задания требуют от игрока последовательного непрерывного совершения разнообразных действий («комбо» — секвенция такого рода). Удачное выполнение комбо или отдельных трюков вознаграждается специальными очками. Часто встречаются задания, подразумевающие сбор очков за отведённое время или единовременно.
«Классический» режим наиболее напоминает предыдущие игры серии (такие как Pro Skater 3). Каждый уровень длится 2 минуты, за которые игрок выполняет 10 заданий, которые в противоположность «истории» основаны на комбинациях различных трюков. Игрок должен совершить определённые действия или набрать определённое количество очков. За выполнение трюков подряд без падений и свободных проездов начисляется множитель, увеличивающий количество получаемых очков.

### Отличия от игр подсерии Pro Skater
Многие традиционные для серии принципы нарушены в игре. Введение пешего режима с одной стороны позволило расширить доступное пространство внутри уровней, с другой — значительно снизило сложность выполнения некоторых заданий. Образец подобного послабления — стандартное для классического режима задание «Get the Secret Tape». Суть миссии заключается в добыче символической кассеты, которая спрятана или расположена в труднодоступном месте. Переключение между режимами движения в большинстве игровых ситуаций не ограничивается.

## Режим истории
Суть режима заключается в том, что предлагаемые игроку задания связаны друг с другом и подчиняются логике развития сюжета. Перед началом игры можно выбрать один из трёх уровней сложности. В данном режиме доступны следующие локации:
1. тренировочный уровень (на уровне отсутствуют задания, обязательные к выполнению, и его можно пропустить)
2. Санта-Круз
3. Бостон/Атланта
4. Барселона
5. Берлин/Киото
6. Австралия
7. Новый Орлеан/Лас-Вегас
8. «Скейтопия»
9. уровень «Pro Skater» (уровень является бонусным, задания не предусмотрены)

На каждом уровне игрок может управлять четырьмя персонажами — основным, напарником из своей команды и двумя секретными героями. Один секретный персонаж использует для передвижения скейтборд, другой — иное транспортное средство; первый персонаж всегда становится доступен в «классическом режиме».
В режиме истории для прохождения игроку надо выполнять различные задания, которые связаны с выполнением определённых трюков, но очень редко с набором очков. Некоторые задания предполагают и пешие прогулки (например, закрашивание чужих граффити на стенах).
Сюжет игры частично основан на событиях второго сезона телешоу «Да здравствует Бэм!»

### Сюжет
Первые кадры вступительного видео демонстрируют исполнение протагонистом различных трюков на рампе. Неожиданно на хафпайп въезжает чёрный фургон, и герой врезается в него, не успев затормозить. Двое людей в хоккейных масках крадут скейтера. Он приходит в сознание в тёмном помещении, где помимо него находятся профессиональные скейтбордисты: Боб Бёрнквист, Майк Валлеи, Эрик Костон, Родни Маллен и Чед Маска, а также Эрик Сперроу, один из персонажей Tony Hawk’s Underground. Люди в масках раскрывают свои личности: это Бэм Марджера и Тони Хоук. Похищение скейтеров мотивировано предстоящим проведением «Всемирного разрушительного тура» (англ. World Destruction Tour) — кругосветного тура-соревнования. Как следует из названия мероприятия, планируется посещение некоторых значимых мест и нанесение как можно большего ущерба резидентам и инфраструктуре. По установленному «регламенту» проигравший коллектив полностью оплачивает путешествие. Капитанами команд являются собственно Хоук и Марджера. Каждый из них по очереди выбирает участников. Последний выбор, принадлежащий Марджере, ложится между Поли «Колёсами ярости» Райаном (травмированный мальчик в инвалидной коляске) и протагонистом. К удивлению героя, предпочтение отдаётся Поли. Таким образом, герой становится участником команды Хоука.
Тур открывается в Бостоне. До последнего момента подопечные Хоука ведут в счёте, но погружение занятой туалетной кабины в Атлантический океан в исполнении Поли Райана приносит локальную победу Марджере. Задействуется один из атрибутов тура — «Колесо плевков», предназначенное для выбора наказания проигравшей команде и используемое после каждого этапа тура. Колесо указывает на то, что один из участников команды Хоука будет вынужден покинуть тур. В качестве жребия выступает раскрученная теннисная пушка, которая выстреливает в Боба Бёрнквиста.
Следующая цель скейтеров — Барселона. На этот раз Хоуку удаётся довести преимущество до победы, однако колесо показывает, что команды должны обменяться игроками на один этап. В результате свои команды покидают протагонист и Эрик Сперроу (пополнение в лице последнего становится для Хоука головной болью). Во время собрания скейтеров по местному телевидению проходит материал о туре. За словами диктора следует съёмка CCTV, на которой Бэм провоцирует быка на агрессию с помощью резинки. Разъярённое животное, ставшее одним из героев этапа в Барселоне, атакует Фила Марджеру (отца Бэма) и интерьер его номера.
Итак, в Берлине главный герой представляет команду Марджеры. В рамках уровня может произойти встреча героя с Натасом Каупасом, автором трюка Natas Spin, и Джейсоном Акунья, актёром-карликом. Во время подведения промежуточных итогов тура происходит знакомство скейтеров с Найджелом Биверхаузеном. Представившись «сценаристом, продюсером, режиссёром», он предлагает превратить мероприятие в успешный медиапроект, однако получает уничижительный отказ.
На пути в Австралию группа делает остановку в Бангкоке по инициативе Чеда Муски (столица Таиланда не является игровым уровнем). Команда Марджеры прибывает в город значительно позже соперников в связи с транспортной задержкой в Индии. Набрав зачётные очки последним, протагонист, раздевшись до нижнего белья, должен быть обстрелян мышиными ловушками. Однако в связи с тем, что Фил Марджера допустил ошибку в подсчёте баллов, проводится соревнование между героем и Сперроу за право продолжить участие в туре. К скейтерам подходит местный мальчик и просит автографировать видеокассету с эпизодами тура, выпущенную Биверхаузеном. В качестве цели соревнования туристы избирают как можно большее унижение антрепренёра. Начиная первым, Сперроу ограничивается кражей одежды предпринимателя. Герой, приняв образ Биверхаузена (идея перевоплощения принадлежит Б. Марджере), решительно настраивает горожан против продюсера исключительно с помощью своих навыков скейтбординга. Принято решение о том, что тур покидает Сперроу.
Следующей целью туристов становится Новый Орлеан. Если ранее развитие сюжета можно было счесть малореалистичным и юмористически гиперболичным, то на данном этапе в фабулу вплетается откровенная мистика. В контексте уровня повествуется мини-история о восстании некоего Нолинса из мёртвых, появлении зомби и, наконец, спасении города от нечисти с помощью грэб-трюка. После основной, соревновательной части скейтеры собираются в открытом кафе. Происходит очередное появление Биверхаузена. Становится известно, что он готовил материал по туру с самого начала, и намерен завершить работу. В обмен на это продюсер готов целиком оплатить счёт за нанесённый ущерб, сумма которого к тому моменту превысила 21 миллион долларов США. Обдумав предложение, организаторы тура принимают сделку. Уладив технические проблемы, скейтеры возвращаются к спортивной составляющей. К завершению луизианского этапа команда Марджеры лидирует с большим отрывом. Однако интрига возвращается, когда на колесе выпадает сектор «Эквалайзер» (англ. The Equalizer). Счёт в туре может стать ничейным, если команда Хоука справится с одноимённым заданием. Его суть заключается в краже полицейского вертолёта и выполнении трюков с его помощью. Задуманное удаётся, но затем Маска, управлявший вертолётом, падает вместе с ним в воду. Команда Хоука потерял ещё одного: Чад Маска задержан органами правопорядка, то есть на свободе остаются только Маллен,Валлеи, капитан и протагонист.
Тур завершается в «Скейтопии» — частном скейт-парке в лесах Огайо, США. Несмотря на непростое кадровое положение, дуэт Хоука и главного героя ведёт в счёте. Используя последнюю возможность отыграться, Марджера поджигает парк. И всё же итоговый ход остаётся за протагонистом. Сначала он спасает от огня животных «Скейтопии» (а Хоук — пребывающих там людей), затем совершает путь через большую часть парка, параллельно выполняя трюки.
В итоге победа достаётся Тони Хоуку и его товарищам по команде. Желая как можно скорее сделать репортаж о завершении тура, Биверхаузен немедленно прибывает в «Скейтопию». Бэм Марджера передаёт продюсеру кассету, на которой якобы записан видеоматериал о туре. Репортаж начинается в прямом эфире. В действительности видео посвящено дефекации Фила Марджеры, который затем просит принести ему рулон туалетной бумаги. Хоук выхватывает микрофон у ошеломлённого Биверхаузена и сообщает о том, что скейтбордисты приготовили ещё один сюрприз для зрителей. Марджера-младший спускает с продюсера штаны.

## Классический режим
Данный режим основан на геймплее первых игр серии (Pro Skater, 2, 3, 4): игроку предлагается набор заданий, часть которых необходимо выполнить за один или несколько раундов (число раундов не ограничивается). В «Underground 2» подобный временной отрезок фиксирован и составляет две минуты. Классический режим доступен для прохождения на двух уровнях сложности: нормальном (англ. Normal) и сложном, «жутком» (англ. Sick). Уровни сложности различаются в первую очередь количественными характеристиками заданий. В данном режиме доступны следующие локации:
| Уровень | Локация               | Примечания |
| ------- | --------------------- | --- |
| 1       | Барселона             | |
| 2       | Сидней                | На чётных уровнях игрок может выбрать один из двух парков.                                                                                  |
| 2       | «Скейтопия»           | На чётных уровнях игрок может выбрать один из двух парков.                                                                                  |
| 3       | Берлин                | |
| 4       | «Аэропорт»            | |
| 4       | «Школа»               | |
| 5       | «Downhill Jam»        | |
| 6       | Новый Орлеан          | |
| 6       | тренировочный уровень | В классическом режиме, в отличие от режима истории, успехи на уровне влияют на прохождение игры.                                            |
| 7       | Бостон                | |
| 8       | Канада                | Возможно, Уайтхорс. |
| 8       | Филадельфия           | |
| 9       | Лос-Анджелес          | |
| 10      | «Треугольник»         | В списке локаций располагается на одном уровне с Лос-Анджелесом, однако становится доступен только после прохождения калифорнийского парка. |

## Саундтрек
Саундтрек жанрово разнообразен, однако в нём заметно преобладание рок-музыки и её производных: представлены панк-рок (Ramones, а также прото-панк: The Stooges), пост-панк (Joy Division), психоделический рок (The Doors), гранж (Melvins), разновидности металла (Metallica, Disturbed). В музыкальное сопровождение также включены композиции электронной музыки (Cut Chemist), хип-хопа (Aesop Rock), регги (Steel Pulse). Среди прочих песен выделяются треки Фрэнка Синатры и Джонни Кэша, снискавших себе славу в жанрах джаза и кантри соответственно.
В главном меню игры часто звучат именно «That’s Life» Синатры и «Ring of Fire» Кэша, «Break On Through (To The Other Side)» группы The Doors. Некоторые треки звучат не только в качестве сопровождения, но и в рамках игрового контекста. Например, после выполнения стандартной для режима истории миссии «Tag the Big Billboard», звучит отрывок из песни Disturbed «Liberate».
| №   | Название                               | Исполнитель                  | Длительность |
| --- | -------------------------------------- | ---------------------------- | ------------ |
| 1.  | «That’s Life»                          | Frank Sinatra                | 3:09         |
| 2.  | «Break On Through (To the Other Side)» | The Doors                    | 2:28         |
| 3.  | «Ring of Fire»                         | Johnny Cash                  | 2:37         |
| 4.  | «Rock ‘N Roll High School»             | Ramones                      | 2:17         |
| 5.  | «Rapper’s Delight»                     | Sugarhill Gang               | 14:34        |
| 6.  | «Whiplash»                             | Metallica                    | 4:10         |
| 7.  | «The Power of Equality»                | Red Hot Chili Peppers        | 4:04         |
| 8.  | «1970»                                 | The Stooges                  | 5:16         |
| 9.  | «Los Angeles»                          | X                            | 2:25         |
| 10. | «Add It Up»                            | Violent Femmes               | 4:44         |
| 11. | «Whirlwind Pyramid»                    | The D.O.C.                   | 3:46         |
| 12. | «Pain»                                 | Jimmy Eat World              | 3:01         |
| 13. | «Fall Back Down»                       | Rancid                       | 3:43         |
| 14. | «Here I Am»                            | The Explosion                | 2:47         |
| 15. | «Sweet Willy Rollbar»                  | Melvins                      | 1:29         |
| 16. | «Beat Your Heart Out»                  | The Distillers               | 2:49         |
| 17. | «That’s Why They Call It A Union»      | Less Than Jake               | 3:04         |
| 18. | «Midlife Crisis»                       | Faith No More                | 4:21         |
| 19. | «It’s Gonna Be A Long Night»           | Ween                         | 2:50         |
| 20. | «Warsaw»                               | Joy Division                 | 2:27         |
| 21. | «Sonic Reducer»                        | Dead Boys                    | 3:07         |
| 22. | «Punks Jump Up To Get Beat Down»       | Brand Nubian                 | 4:26         |
| 23. | «Drums of Fire»                        | Cut Chemist                  | 2:26         |
| 24. | «Lexicon Devil»                        | The Germs                    | 1:44         |
| 25. | «Liberate»                             | Disturbed                    | 3:30         |
| 26. | «End of the World»                     | The Living End               | 3:36         |
| 27. | «I Love Livin’ In The City»            | Fear                         | 2:05         |
| 28. | «Top Billin’»                          | Audio Two                    | 2:56         |
| 29. | «Soul Brother #1»                      | Pete Rock & C.L. Smooth      | 4:30         |
| 30. | «Awesome Rape»                         | Das Oath                     | 1:30         |
| 31. | «Volume»                               | Libretto                     | 3:34         |
| 32. | «Holy Calamity»                        | Handsome Boy Modeling School | 4:02         |
| 33. | «Long Train Running»                   | Zeke                         | 1:40         |
| 34. | «Black Label»                          | Lamb of God                  | 4:52         |
| 35. | «Deadly Sinners»                       | 3 Inches of Blood            | 5:15         |
| 36. | «Back On The Radio»                    | The Hiss                     | 4:11         |
| 37. | «Over the Years»                       | 25 ta Life                   | 2:06         |
| 38. | «So It Goes»                           | Nebula                       | 3:55         |
| 39. | «No Jumper Cables»                     | Aesop Rock                   | 3:58         |
| 40. | «Night Prowler»                        | Living Legends               | 3:59         |
| 41. | «Trying To Find A Balance»             | Atmosphere                   | 4:17         |
| 42. | «High Anxiety»                         | The Suicide Machines         | 2:02         |
| 43. | «Unknown Soldier»                      | The Casualties               | 3:06         |
| 44. | «Certified»                            | Diverse                      | 3:48         |
| 45. | «Ego Trippin’»                         | Ultramagnetic MCs            | 5:27         |
| 46. | «Cheesecake»                           | Camaros                      | 3:29         |
| 47. | «Born Fe Rebel»                        | Steel Pulse                  | 4:42         |
| 48. | «No W»                                 | Ministry                     | 3:14         |
| 49. | «I Like It»                            | Grand Puba                   | 4:24         |
| 50. | «Interested In Madness»                | Operatic                     | 3:19         |
| 51. | «Never Give Up»                        | Mike V & the Rats            | 1:42         |
| 52. | «Sin City»                             | Dead End Road                | 2:47         |
| 53. | «Grind On»                             | Melbeatz feat. Kool Savas    | 2:51         |

## Рецензии
| Сводный рейтинг       | Сводный рейтинг | Сводный рейтинг | Сводный рейтинг | Сводный рейтинг | Сводный рейтинг |
| Издание               | Оценка          | Оценка          | Оценка          | Оценка          | Оценка          |
| Издание               | GBA             | GC              | PC              | PS2             | Xbox            |
| --------------------- | --------------- | --------------- | --------------- | --------------- | --------------- |
| GameRankings          | 70 %            | 83,76 %         | 86,20 %         | 83,94 %         | 82,85 %         |
| Metacritic            | N/A             | 82/100          | 85/100          | 83/100          | 83/100          |
| Иноязычные издания    |                 |                 |                 |                 |                 |
| Издание               | Оценка          | Оценка          | Оценка          | Оценка          | Оценка          |
| Издание               | GBA             | GC              | PC              | PS2             | Xbox            |
| 1UP.com               | N/A             | A-              | A               | A-              | A               |
| Eurogamer             | N/A             | N/A             | N/A             | 8/10            | N/A             |
| Game Informer         | N/A             | 9,75/10         | N/A             | 9,75/10         | 9,75/10         |
| GameRevolution        | N/A             | [ 20 ]          | N/A             | [ 20 ]          | [ 20 ]          |
| GameSpot              | N/A             | 8,2/10          | 8,3/10          | 8,3/10          | 8,2/10          |
| IGN                   | N/A             | 8,3/10          | N/A             | 8,6/10          | 8,4/10          |
| Русскоязычные издания |                 |                 |                 |                 |                 |
| Издание               | Оценка          | Оценка          | Оценка          | Оценка          | Оценка          |
| Издание               | GBA             | GC              | PC              | PS2             | Xbox            |
| Absolute Games        | N/A             | N/A             | 89 %            | N/A             | N/A             |
| «Игромания»           | N/A             | N/A             | 8,0             | N/A             | N/A             |
| «Страна игр»          | 9,0             | N/A             | 7,5             | N/A             | N/A             |

Игра получила множество положительных отзывов от критиков. Средний балл версии для GameBoy Advance на агрегаторе GameRankings составил 70,33 %, версии же для Xbox, GameCube, PlayStation 2 и персонального компьютера получили средние баллы от 82,85 % до 86,20 %. Когда Смитсоновский музей американского искусства в 2012 году проводил выставку The Art of Video Games, на которой были представлены игры предыдущих сорока лет, то Tony Hawk’s Underground 2 наряду с God of War была в шорт-листе представителей жанра экшен на PlayStation 2, однако уступила в итоге место в экспозиции игре Shadow of the Colossus.
Сюжет игры получил смешанные отзывы. Так, Дуглас Перри, написавший рецензию для IGN, посчитал сюжет менее привлекательным по сравнению с первой частью; при этом он писал, что его коллеги по IGN отдавали большее предпочтение классическому режиму, а не режиму истории. Рецензент GameSpot Джефф Герстманн посчитал сюжетный режим слишком коротким. Напротив, Том Брэмуэлл, автор обзора для издания Eurogamer, посчитал количество уровней вполне достаточным, но заметил, что специфический юмор от создателей «Чудаков» придётся по вкусу далеко не всем. Бен Силверман из GameRevolution назвал краткость режима истории благом игры, потому что, по его мнению, сам сюжет и кат-сцены получились довольно скверными.
Игорь Сонин, написавший статьи об игре для «Страны игр», оценил версию для GameBoy Advance гораздо выше, чем версию для компьютера и непортативных консолей. По его мнению, версия для GBA более соответствует духу серии, а её уровни не содержат не используемых в геймплее объектов. Основную же версию журналист посчитал неудачной попыткой сделать комедию по лекалам MTV.